# Tramain
Tramain (bretonisch: Tremaen, Gallo: Tramaen) ist eine französische Gemeinde mit 700 Einwohnern (Stand: 1. Januar 2022) im Département Côtes-d’Armor in der Bretagne. Sie gehört zum Arrondissement Saint-Brieuc und zum Kanton Plénée-Jugon. Die Einwohner werden Traminois und Traminoises genannt.

## Geografie
Tramain liegt etwa 29 Kilometer ostsüdöstlich von Saint-Brieuc. Umgeben wird Tramain von den Nachbargemeinden Plestan im Norden, Jugon-les-Lacs - Commune nouvelle im Osten sowie Plénée-Jugon im Süden.
Durch die Gemeinde führen die Route nationale 12 und – entlang der Nordgrenze – die Route nationale 176.

## Bevölkerungsentwicklung
| Jahr          | 1962 | 1968 | 1975 | 1982 | 1990 | 1999 | 2006 | 2013 | 2019 |
| Einwohner     | 490  | 463  | 473  | 460  | 483  | 527  | 618  | 670  | 692  |
| Quelle: INSEE |      |      |      |      |      |      |      |      |      |

## Sehenswürdigkeiten

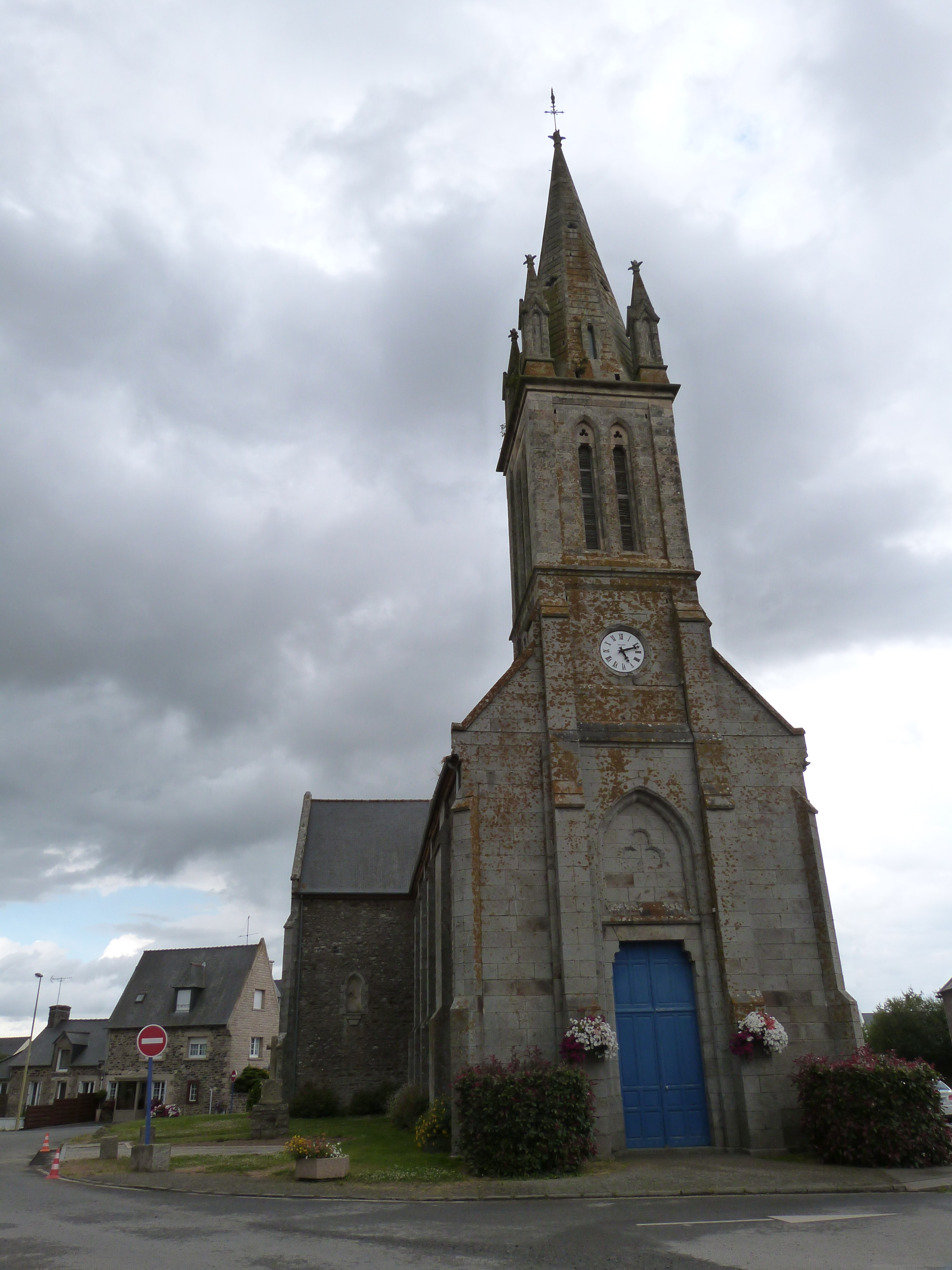
Kirche Notre-Dame-et-Saint-Étienne

- Kirche Notre-Dame-et-Saint-Étienne